# Melozone biarcuata
El rascadorcito patilludo o toquí cuatro ojos (Melozone biarcuata) es una especie de ave paseriforme de la familia Passerellidae que se distribuye en altitudes medias desde el sur de México hasta Honduras. La población aisladas del centro de Costa Rica que se atribuía a esta especie, ahora se consideran una especie separada, M. cabanisi.

## Características
El rascadorcito patilludo mide en promedio 15 cm en la edad adulta y pesa 28 g. El pico es grueso y de color gris oscuro. Las partes dorsales del cuerpo son color pardo oliváceo, sin rayas. El patrón de la cabeza es diagnóstico en esta especie: tiene una gorra rojiza que se extiende desde la parte superior de la frente hasta la nuca, y un parche auricular negro que se extiende desde la nuca por debajo de la mejilla. Salvo la frente, que es negra, el resto de la cara es blanca, incluyendo cuello y garganta. Puede resultar parecido al rascadorcito coronirrufo (M. kieneri), que tiene un patrón similar, pero sin blanco en la cara. Ambas especies son alopátricas.
El resto de las partes ventrales es fundamentalmente blanco, con algunas rayas pardas, y las plumas cobertoras inferiores de la cola son de color canela.
La subespecie de Costa Rica tiene una raya malar negra y una mancha negra en el pecho, además de poseer una corona rufa más grande, que se extiende hasta detrás del ojo. La frente es blanca.

## Hábitat
Esta especie se encuentra, de manera típica, a altitudes entre 600 y 1 600 m snm. Vive en áreas ricas en pastos y arbustos, tales como bosques semiabiertos, plantaciones de café, setos y jardines. Se alimenta de semillas e insectos, buscando alimento generalmente en el suelo.

## Reproducción
La hembra construye un nido en forma de taza a partir de hojas, raicillas, tallos y otros materiales vegetales, y a no más de 2 m sobre un arbusto o macolla. Pone 2 o 3 huevos blancos con manchas rojizas, que incuba por 12 o 14 días. El macho ayuda en la alimentación de los polluelos. En ocasiones los nidos son parasitados por el tordo ojirrojo (Molothrus aeneus).

## Distribución
Se distribuye desde el sur y oriente del estado de Chiapas, en México, en el sur y centro de Guatemala, en El Salvador y en el occidente de Honduras. En Costa Rica en el Valle Central, donde es bastante común, y en la cuenca del río Reventazón.